# O parádivé Sally
O parádivé Sally (en valencià: Sobre la meravellosa Sally, coneguda pel nom en anglés: The Clockman) és un curtmetratge d'animació txecoslovac del 1976. A mitjans de la dècada del 2010 es va considerar una pel·lícula perduda, fins que la comunitat del lost media va aconseguir identificar-la i trobar-la.

## Sinopsi
La pel·lícula està basada en una història homònima de Jan Vladislav, apareguda al llibre del 1971 O kočičím králi a devět dalších hrůzostrašných pohádek. Alhora, la història original es basava en una història folk anglesa, The Old Man at the White House. La història és protagonitzada per Sally, una xiqueta que, jugant, perd un dels guants de sa mare. Per evitar que la boneguen, visita al mag del seu poble a demanar-li'n un guant nou, i el mag li la dona amb una condició: que li conte a la sa mare la veritat. Finalment, Sally no li diu res a sa mare, i el mag apareix per a la nit a retreure-li la seua actitud a la xiqueta. Com a càstic, Sally haurà de cosir estreles per a la casa del mag, cosa que fa en una sola nit. Al final, tothom està feliç i Sally obté un nou parell de guants.

## Història
El curtmetratge fon produït per Art And Animation Studio i Krátký film a la República Socialista Txecoslovaca, i va ser distribuit als Estats Units, apareixent al programa de Nickelodeon Pinwheel. El 12 de gener del 2012, un usuari del fòrum bungie.net feu un post on parlava del curtmetratge conforme el recordava, posant l'accent en el mag, que arribava a l'habitació de Sally per un rellotge. La pel·lícula, que ningú al fòrum podia identificar, fou coneguda com Clock Man, o The Clockman.
Com que del programa contenidor on s'emeté el curt als Estats Units, Pinwheel, hi ha pocs episodis conservats, va ser complicat identificar el curtmetratge, que es considerà perdut. D'ençà, la comunitat de Lost Media va buscar la pel·lícula, sense èxit. Finalment, el desembre del 2017, un membre de la comunitat va buscar The Wizard al buscador de WorldCat, trobant una entrada de O parádivé Sally, amb un enllaç al canal de Youtube del titular dels drets on es podia trobar la pel·lícula en txec. Una vegada es pogué confirmar que es tractava de la mateixa pel·lícula, Art And Animation Studio va apujar a Youtube la versió amb doblatge en anglés poc després.